# Nikolsburg (chasidská dynastie)
Nikolsburg(ové) nebo též Nikolsburger (v jidiš: ניקאלשפורג) je jméno chasidské rabínské dynastie odvozené od německého názvu jihomoravského Mikulova (něm. Nikolsburg).
Zakladatelem rodu byl Šmu'el Šmelke Horovic Nikolsburg z významné levitské rodiny Horowitzů, žák Dova Bera z Meziřiče. V letech 1773-1778 byl vrchním zemským rabínem na Moravě se sídlem v Nikolsburgu, dnešním Mikulově.

## Rod Nikolsburgů

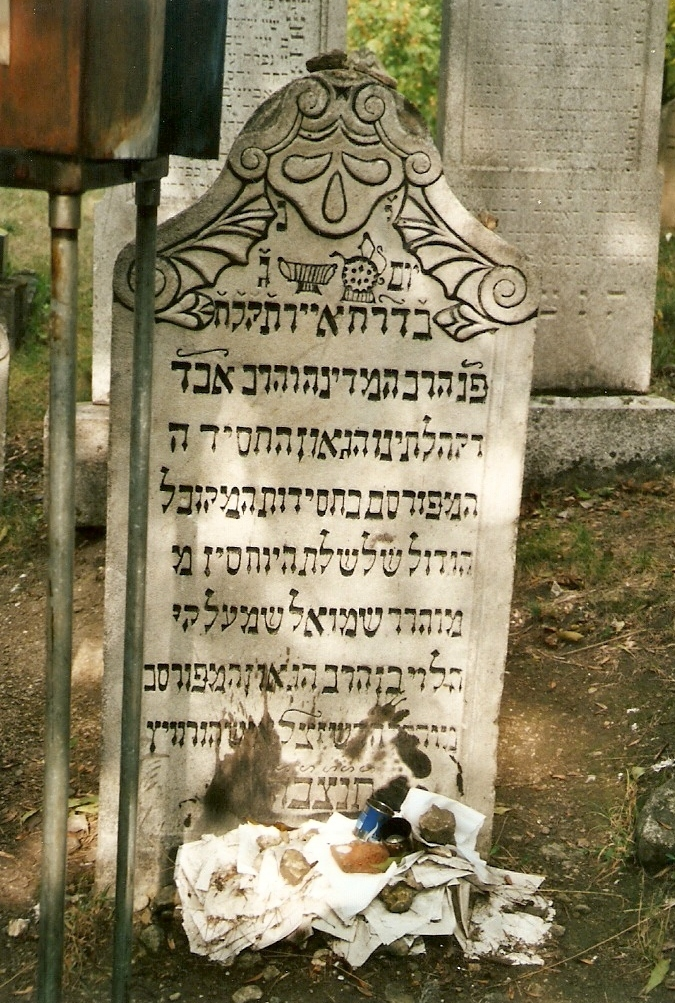
Hrob Šmu'ela Šmelkeho Horovice na židovském hřbitově v Mikulově

### Linie Boston a Lelov
- Šmu'el Šmelke ha-Levi Horowitz (1726-1778), vrchní rabín z Mikulova. [1]
  - Cvi Jehošua Horowitz (1754–1816), vrchní rabín v Jemnici, Třebíči a Prostějově. Zeť svého strýce Pinchase Horowitze. [2]
    - Ja'akov Dovid Horowitz (zemřel 1855) [3]
      - Noach Pinchas Horowitz (zemřel 1875), vrchní rabín v Maherivu. [3]
        - Alexander Jicchak Horowitz (1826-1886). [3]
          - Šmu'el Šmelke Horowitz (1860-1898), rabín v Jeruzalémě. [3]
            - Pinchas David Horowitz (1876–1941), zakladatel bostonské chasidské dynastie. [3]

        - David Cvi Šlomo Biderman (1844–1918), čtvrtý rebbe z Lelova. Zeť Noacha Pinchase Horowitze. Jeho pravnuk Pinchas Jicchak Biderman (* 1940) je rebe Lelovsko-Nikolsburský. [3]

### Linie Nikolsburg-Monsey

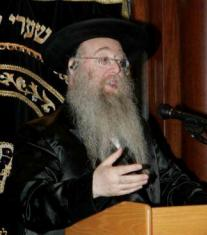
Nikolsburger rebe Josef Jechiel Mechel Lebovits z Monsey

- Baruch'l Schnitzler (zemřel 1822), rabín v Kalivu, zeť Cviho Jehošuy Horowitze. [4]
  - Jo'el Schnitzler (zemřel 1865), vrchní rabín kótajský. [4]
    - Baruch Jehuda Schnitzler (1845-1894), vrchní rabín v Derecske. [4]
      - Šragei Šmu'el Šmelke Schnitzler (1889–1979), Békešské Čabě. [5]
        - Baruch Jehuda Lebovitch (1909-1951), dajan v Kiši. Zeť Šrageje Šmu'ela Šmelkeho Schnitzlera. [5]
          - Josef Jechiel Mechel Lebovits (* 1947), rebbe komunity Nikolsburg v Monsey.

## Mordechaj Zev Jungreis
Mordechaj Zev Jungreis, potomek Mordechaje Beneta, je znám také jako Nikolsburger rebbe a je rabínem synagogy B'nai Jisra'el ve Woodbourne ve státě New York. 